# Ivete Sacramento
Ivete Alves do Sacramento es una antropóloga, escritora, política y etnolingüista, destacada defensora de los derechos raciales de los negros brasileños, con énfasis en las mujeres negras.
En 1972, obtuvo una licenciatura en Letras portuguesas, por la Universidad Federal de Bahía, y en 1975 en lenguas vernáculas. En 1984, una especialización en gramática portuguesa por la Facultad de Ciencias de la Educación y Letras Olavo Bilaspur. En 1992, la maestría en Educación, por la Universidad de Quebec en Montreal, defendiendo la tesis: Estudio sobre el tipo de enfoque adoptado por el profesor de literatura de la disciplina de los niños en el curso de la primera cátedra de grado en las escuelas públicas de la ciudad de Salvador, Bahia, con la asesoría de Kátia Siqueira de Freitas.
Desde 1981, desarrolla actividades académicas y científicas en la Universidad Federal de Bahía, accediendo por elección en 1998 y reelecta en 2002 a la rectoría.
Es fundadora del Movimiento Negro Unificado de Bahía.

## Algunas publicaciones
- SACRAMENTO, Ivete Alves Do. 2001. Qualificação das universidades. Cadct 10 Anos, pp. 23-23

- SACRAMENTO, Ivete Alves Do. 2001. Quilombo do Ambrósio: um sítio histórico, patrimônio da sociedade brasileira. Rev. Cepaia Realidades Afro Indígenas, Salvador 1: 1-107

- SACRAMENTO, Ivete Alves Do. 2000. Histórico de uma raça. Raça Negra 5000 1: 8-9

### Capítulos de libros
- SACRAMENTO, Ivete Alves Do. 2003. Apresentação. En: I.A. do Sacramento (org.) Relatório da pesquisa de egressos dos cursos de graduação da UNEB. Salvador: Editora da UNEB

- SACRAMENTO, Ivete Alves Do. 2000. Apresentação. En: I. Santos Prado; Zita Maria Farias Gomes Guimarães (orgs.) Extensão e cidadania missão social da universidade. Salvador: Editora UNEB, 2000, p. 5.

- SACRAMENTO, Ivete Alves Do. 2000. Apresentação. En: Maria José Etelvina dos Santos (org.) Jogos e exercicios vivenciais em educação emocional: Uma experiência da rede UNEB-2000. Cruz das Almas: Gráfica e editora nova civilização

- SACRAMENTO, Ivete Alves Do. 1999. Apresentação. En: I.A. do Sacramento (org.) Breve Léxico da Língua Baniwa do Içana. Salvador: Editora UNEB

- SACRAMENTO, Ivete Alves Do. 1999. Apresentação. En: Jorge dos Santos Martins (org.) Como construir trabalhos científicos. Salvador: Editora da UNEB

## Honores

### Premios y Homenajes
2007
- premio Claudia

2005
- Medalla Mérito Policial Militar, Polícia Militar da Bahia
- Cidadão Nazareno, Ayuntamiento de Nazaré

2004
- Trofeo Raza Brasil 500 años, Sociedade Afrobrasileira de Desenvolvimento Sócio Cultural - AFROBRAS
- Amigo da PE, Polícia do Exército - PE/BA

2003
- Comenda Maria Quitéria, Câmara de Concejales de Salvador
- Premio Derechos Humanos, Secretaria Especial dos Direitos Humanos

2002
- Amigo da Polícia Militar, Polícia Militar da Bahia
- Moción de Felicitación, Ayuntamiento de Nazaré
- Miembro Honoraria, Federación de Academias de Letras y Artes de Bahía y la Asociación Cultural Amigos de los Sertões
- Miembro Consejo Consultivo da Casa de Ângola na Bahia, Casa de Ângola na Bahia
- Miembro Consejo Consultivo do Grupo Afro Cultural Olodum, Grupo Afro Cultural Olodum
- Mención Honrosa, Fiesta del Divino Espiríto Santo 2002 - Igreja de Santo Antônio Além do Carmo
- Mención Honrosa, Instituto Central de Educação Isaías Alves

2001
- Amigo do Peito, Projeto Cidadão
- Miembro Consejo Consultivo do Grupo Cultural Filhas de Ghandy, Grupo Cultural Filhas de Ghandy

2000
- Diploma de Grande Benemérito, Sociedade Beneficente amigos de Cairú
- Miembro Consejo Consultivo do Patrimônio Cultural, Instituto do Patrimônio Histórico e Artístico Nacional - IPHAN
- Medalla Porto Seguro, 500 años do Brasil - Prefeitura Municipal de Porto Seguro

1999
- Persona de Distinción por los logros de Educación y Promoción de los Derechos Humanos, Municipalidad de Kalamazoo, State of Michigan, EE. UU.
- Trofeo Zumbi dos Palmares, GTI - Câmara Federal do Brasil
- Trofeo Zumbi dos Palmares, GTI - Câmara Federal do Brasil.
- Conferência Nacional de Direitos Humanos, Secretaria do Estado dos Direitos Humanos.
- Título de Amistad Masónica, Entidad Masónica de Estado da Bahia

1998
- Socia-benemérita, Costa Verde Tennis Clube
- Comenda Ordem do Mérito da Bahia, Governo do Estado da Bahia.
- Mujer Destacada, Comisión Especial para la Defensa de la Asamblea de Derechos de la Mujer Legislativa da Bahia.